# 야마구치 다카유키
야마구치 다카유키(일본어: 山口 貴之, 1973년 8월 1일 ~ )는 일본의 전 축구 선수이다.

## 구단 경력
과거 베르디 가와사키, 브럼멜 센다이, 교토 퍼플 상가, 비셀 고베, 감바 오사카, 더스파 구사쓰, 사간 도스, FC 마치다 젤비아에서 활동하였다.